# Johann August Krafft (Maler)
Johann August Krafft (* 28. April 1798 in Altona; † 19. Dezember 1829 in Rom) war ein deutscher Maler und Radierer, der Aquarelle, Kupferstiche und Ölgemälde mit Genreszenen und Porträts schuf.

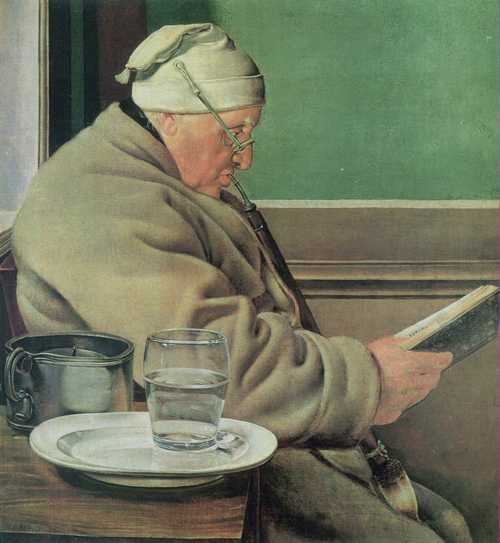
Porträt Jakob Wilders; 1819; Kunsthalle Hamburg

## Leben
Seine Eltern waren der Kaufmann Johann Heinrich Krafft und Maria Catharina Feddersen. Er kam zuerst bei einem Tabakhändler in die Lehre, machte aber dann in Hamburg seine grundlegende Kunstausbildung. Kunstfreunde ermöglichten ihm 1816 einen Studienaufenthalt an der Akademie in Kopenhagen, wo er sich Christoffer Wilhelm Eckersberg angeschlossen hatte, ohne aber in dessen Privatschule einzutreten. Anfang 1819 erhielt er beide silbernen Medaillen. Nachdem er sich vergeblich um die kleine goldene Medaille beworben hatte, musste er sein Studium abbrechen und nach Altona zurückkehren. Sein Bild Marius im Gefängnis blieb unvollendet. Die Erträge aus einigen Porträts und die Unterstützung von Freunden ermöglichten ihm 1820 eine Reise nach Dresden, wo er sich unter Ferdinand Hartmann in der Historienmalerei weiterbildete. Am liebsten zeichnete er in der freien Natur. Er zog zur weiteren Ausbildung nach München. Im dortigen Lokal des Kunstvereins stellte er einige Historien- und Genregemälde aus. 1823 zog er weiter über Innsbruck, wo er den Herbst verbrachte, im November nach Wien. Seine hier entstandenen Aquarelle wurden durch Stiche reproduziert: Alte Frau mit Pelzmütze (Stich von L. Gruner), Die tägliche Gesellschaft im Kaffeehaus zur Stadt London und Der Dudelsackpfeifer (das erste von Artaria erworbene Bild). Als er im Oktober 1826 weiter nach Rom ging, litt er bereits an einer Brusterkrankung. Hier fertigte er viele Zeichnungen und einige Ölbilder, insbesondere ländliche Darstellungen aus der Umgebung der Stadt. Seine Radierung Szene aus dem römischen Carneval (Rom, 1827) wurde im Oktober 1828 auf der deutschen Ausstellung ausgestellt und von Bertel Thorvaldsen erworben, von dessen Tochter er auch ein Bildnis fertigte. Begraben ist er an der Cestius-Pyramide.
Mit dem Bildnis des Richters und Gutsbesitzers Jacob Wilder (1740–1827) vom November 1819 in Landkirchen auf Fehmarn (das früher fälschlich J. Oldach zugeschrieben wurde) ist er besonders bekannt geworden.
Das Porträt, das Ludwig Gruner in Wien von ihm fertigte, ging in die Künstler-Porträt-Sammlung des Kabinetts in Dresden.